# Ogólnopolski Konkurs Kompozytorski na Chóralną Pieśń Pasyjną
Ogólnopolski Konkurs Kompozytorski na Chóralną Pieśń Pasyjną – odbywający się co 2 lata w Bydgoszczy konkurs na chóralny utwór a cappella o tematyce pasyjnej. Jego organizatorem jest bydgoski oddział Związku Chórów Kościelnych „Caecilianum”.

## Charakterystyka
Pierwsza edycja Konkursu odbyła się w 2004 roku z inicjatywy Związku Chórów Kościelnych „Caecilianum”. 
Przedmiotem konkursu jest utwór a cappella przeznaczony na chór mieszany o tematyce pasyjnej. Mogą w nim brać udział polscy kompozytorzy bez limitu wieku. Nadsyłane kompozycje ocenia jury pod przewodnictwem znanych kompozytorów: w 2004 roku był nim prof. Marek Jasiński, a w roku 2006 – prof.  Józef Świder.
Zwycięskie utwory wykonywane są podczas Ogólnopolskiego Konkursu Pieśni Pasyjnej w Bydgoszczy. 

## Laureaci Konkursów
- I Ogólnopolski Konkurs Kompozytorski na Chóralną Pieśń Pasyjną – listopad 2004
  - I miejsce: Łukasz Urbaniak
  - II miejsce: Szymon Brzóska
  - III miejsce: Paweł Łukowiec
- II Ogólnopolski Konkurs Kompozytorski na Chóralną Pieśń Pasyjną – kwiecień 2006
  - I miejsce: Mateusz Dębski
  - II miejsce: Romuald Twardowski
  - III miejsce: Tomasz Szczepanik
  - Wyróżnienie - Łukasz Urbaniak Crux fidelis
- III Ogólnopolski Konkurs Kompozytorski na Chóralną Pieśń Pasyjną – kwiecień 2008
  - I miejsce: Romuald Twardowski
  - II miejsce: Łukasz Urbaniak
  - III miejsce: Andrzej Mozgała
- IV Ogólnopolski Konkurs Kompozytorski na Chóralną Pieśń Pasyjną – czerwiec 2010
  - I miejsce: Grzegorz Miśkiewicz
  - II miejsce: ex aequo Paweł Robak & Jacek Piotr Kujawski
  - wyróżnienie: Eugeniusz Śleziak